# Dominique Théophile
Pour les articles homonymes, voir Théophile.
Dominique Théophile, né le 4 août 1960 aux Abymes, est un homme politique français. Il est président de Guadeloupe unie, solidaire et responsable (GUSR) de 2005 à 2008. Il est élu sénateur de la Guadeloupe en 2017.

## Biographie

### Origines
Fils de Berthe Ange Aimée Claire, née le 24 juin 1926, et de Julien Benoit Théophile, né le 17 février 1917, Dominique Théophile est l’avant-dernier d’une fratrie de dix enfants.

### Formation
Scolarisé aux Abymes, il entre au lycée de Baimbridge où il obtient un bac option Gestion Comptabilité. Il intègre ensuite une école de gestion à Créteil en 1985. En 2000, il obtient à l’université Antilles Guyane un diplôme universitaire de commerce extérieur droit des affaires et gestion des entreprises. 

### Carrière politique

#### Mandats locaux
De 1995 à 2008, il est conseiller municipal des Abymes, adjoint au maire des Abymes de 1995 à 1997 chargé du sport, et responsable des finances de 2001 à 2003. 
Il est élu conseiller général du canton des Abymes-5 lors des élections cantonales de 2001 et est réélu en 2008. En 2004, il devient vice-président du conseil général chargé du sport. Lors des élections départementales de 2015, il se présente dans le canton des Abymes-2, mais il n'est pas élu.
Parallèlement, de 2005 à 2008, il est président du parti Guadeloupe Unie, socialisme et réalités (GUSR).
En décembre 2015, il est élu conseiller régional et président de la commission sport et santé.

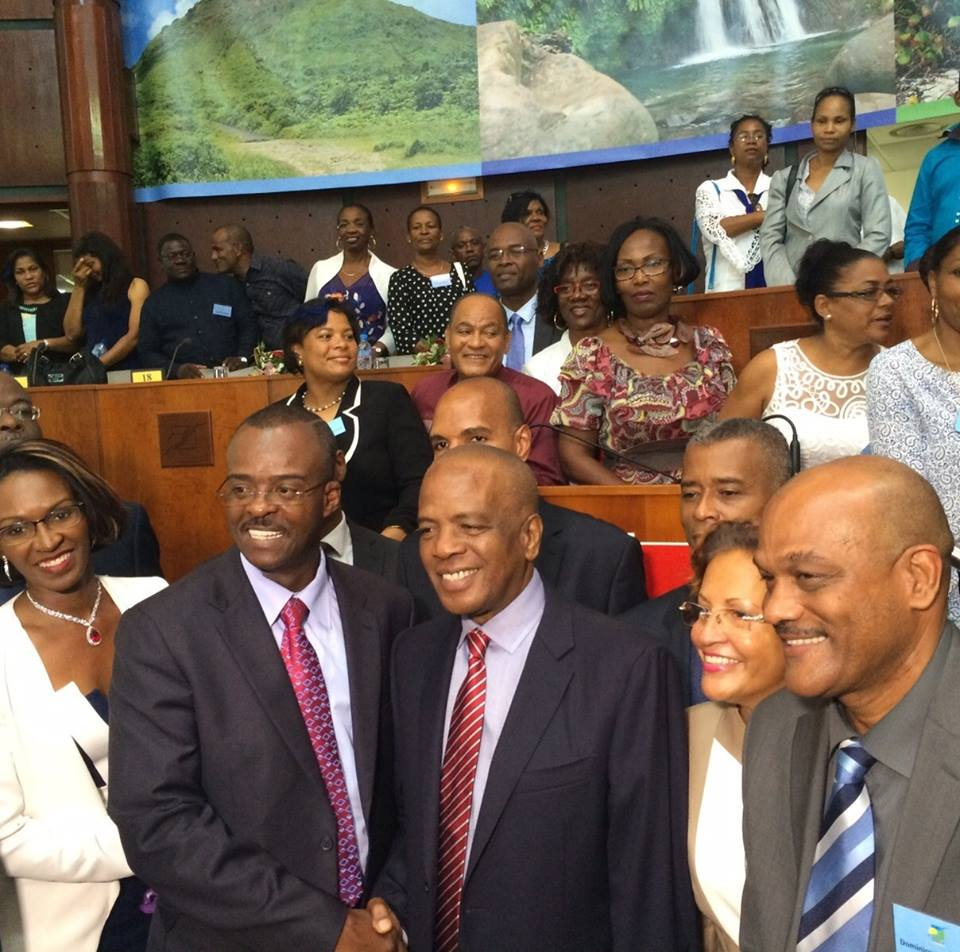
Ary Chalus et Dominique Théophile, en 2015.

#### Mandat national
Le 24 septembre 2017, il est élu sénateur de la Guadeloupe,,,,,,,,. Il membre de la Commission des Affaires sociales et Vice-président de la délégation sénatoriale aux outre-mer.

### Autres activités

#### Santé
Président de la Fédération hospitalière de Guadeloupe de 2002 à 2015,,, Dominique Théophile est aussi administrateur au CHU de Pointe-à-Pitre. Il est également président du conseil de surveillance du centre gérontologique du Raizet, de 2001 à 2015, et a à son actif la construction du nouvel hôpital gériatrique situé à Pointe d’or, aux Abymes.

### Prise de position
Dominique Théophile est intervenu en séance au Sénat le 31 octobre 2017 pour une question d'actualité au gouvernement concernant la distribution de l'eau potable en Guadeloupe, au cours de laquelle il s'est insurgé du rendement catastrophique de la distribution de l'eau dans son territoire.

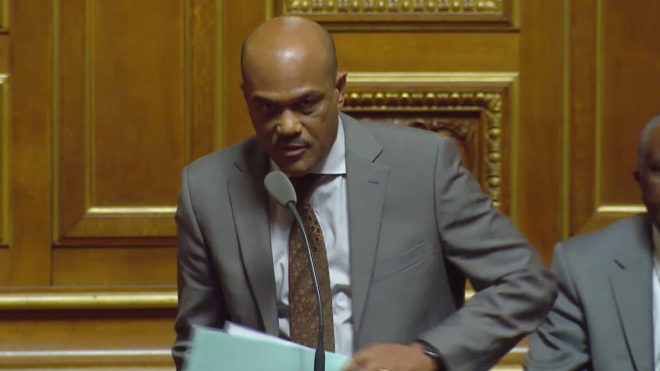
QAG 31/10/2017